# Szovjet férfi kézilabda-bajnokság (első osztály)
A Szovjet férfi kézilabda-bajnokság első osztálya a legmagasabb osztályú szovjet férfi kézilabda-bajnokság volt. A bajnokságot 1962 és 1992 között rendezték meg (nagypályán már korábban is volt országos bajnokság), utána a Szovjetunió felbomlása miatt orosz és egyéb nemzeti bajnokságokat rendeznek. A legeredményesebb klub a CSZKA Moszkva.

## Nagypályás bajnokságok
| Év   | 1. hely             | 2. hely       | 3. hely                           |
| ---- | ------------------- | ------------- | --------------------------------- |
| 1956 | MVO Moszkva         | Lvov          | Riga                              |
| 1957 | Burevesztnyik Kijev | SZKIF Moszkva | MVO Moszkva                       |
| 1958 | OSZK Odessza        | MVO Moszkva   | Insztyitut V. I. Lenina Leningrád |
| 1959 | SZKIF Lvov          | MAI Moszkva   | Trud Moszkva                      |
| 1960 | MAI Moszkva         | SZKIF Moszkva | Trud Szerpuhov                    |
| 1961 | Trud Moszkva        | MAI Moszkva   | SZKA Leningrád                    |

## Kispályás bajnokságok
| Év   | 1. hely                | 2. hely                | 3. hely                   |
| ---- | ---------------------- | ---------------------- | ------------------------- |
| 1962 | Burevesztnyik Tbiliszi | Komanda Tiraszpol      | Atletasz Kaunasz          |
| 1963 | Atletasz Kaunasz       | ZASZ Zaporozsje        | Burevesztnyik Tbiliszi    |
| 1964 | Burevesztnyik Tbiliszi | ZASZ Zaporozsje        | Kuncevo Moszkva           |
| 1965 | MAI Moszkva            | Burevesztnyik Tbiliszi | ZASZ Zaporozsje           |
| 1966 | Kuncevo Moszkva        | Burevesztnyik Tbiliszi | Zsalgirisz Kaunasz        |
| 1967 | Kuncevo Moszkva        | Burevesztnyik Tbiliszi | Daugava Riga              |
| 1968 | MAI Moszkva            | Kuncevo Moszkva        | ZASZ Zaporozsje           |
| 1969 | Kuncevo Moszkva        | MAI Moszkva            | Unyiverszityet Krasznodar |
| 1970 | MAI Moszkva            | Kuncevo Moszkva        | Unyiverszityet Krasznodar |
| 1971 | MAI Moszkva            | ZMetI Zaporozsje       | Unyiverszityet Krasznodar |
| 1972 | MAI Moszkva            | Kuncevo Moszkva        | ZMetI Zaporozsje          |
| 1973 | CSZKA Moszkva          | MAI Moszkva            | Kuncevo Moszkva           |
| 1974 | MAI Moszkva            | CSZKA Moszkva          | ZMetI Zaporozsje          |
| 1975 | MAI Moszkva            | CSZKA Moszkva          | ZMetI Zaporozsje          |
| 1976 | CSZKA Moszkva          | MAI Moszkva            | Kuncevo Moszkva           |
| 1977 | CSZKA Moszkva          | MAI Moszkva            | Burevesztnyik Tbiliszi    |
| 1978 | CSZKA Moszkva          | MAI Moszkva            | Kuncevo Moszkva           |
| 1979 | CSZKA Moszkva          | MAI Moszkva            | Granitasz Kaunasz         |
| 1980 | CSZKA Moszkva          | MAI Moszkva            | Burevesztnyik Tbiliszi    |
| 1981 | SZKA Minszk            | Granitasz Kaunasz      | Burevesztnyik Tbiliszi    |
| 1982 | CSZKA Moszkva          | SZKA Minszk            | ZII Zaporozsje            |
| 1983 | CSZKA Moszkva          | SZKA Minszk            | ZII Zaporozsje            |
| 1984 | SZKA Minszk            | CSZKA Moszkva          | ZII Zaporozsje            |
| 1985 | SZKA Minszk            | Granitasz Kaunasz      | CSZKA Moszkva             |
| 1986 | SZKA Minszk            | CSZKA Moszkva          | Granitasz Kaunasz         |
| 1987 | CSZKA Moszkva          | SZKA Minszk            | MAI Moszkva               |
| 1988 | SZKA Minszk            | CSZKA Moszkva          | SZKIF Krasznodar          |
| 1989 | SZKA Minszk            | Gyinamo Asztrahany     | SZKIF Krasznodar          |
| 1990 | Gyinamo Asztrahany     | SZKA Minszk            | SZKIF Krasznodar          |
| 1991 | SZKIF Krasznodar       | Gyinamo Asztrahany     | SZKA Minszk               |
| 1992 | SZKIF Krasznodar       | SZKA Minszk            | Gyinamo Asztrahany        |

## Lásd még
- Szovjet női kézilabda-bajnokság (első osztály)
- Orosz férfi kézilabda-bajnokság (első osztály)
- Észt férfi kézilabda-bajnokság (első osztály)
- Fehérorosz férfi kézilabda-bajnokság (első osztály)
- Litván férfi kézilabda-bajnokság (első osztály)
- Ukrán férfi kézilabda-bajnokság (első osztály)